# ウソから始まる恋と仕事の成功術
『ウソから始まる恋と仕事の成功術』（ウソからはじまるこいとしごとのせいこうじゅつ、原題: The Invention of Lying）は、2009年にアメリカで公開されたロマンティック・コメディ映画。日本では劇場未公開作品であるが、2010年12月2日にDVD（レンタルのみ）がリリースされた。

## キャスト
| 役名                         | 俳優                                       | 日本語吹替 |
| ---------------------------- | ------------------------------------------ | ---------- |
| マーク・ベリソン             | リッキー・ジャーヴェイス                   | 塩屋浩三   |
| アンナ・ドーグルス           | ジェニファー・ガーナー                     | 安藤麻吹   |
| ブラッド・ケスラー           | ロブ・ロウ                                 | 桐本琢也   |
| フランク・フォーセット       | ジョナ・ヒル                               | かぬか光明 |
| グレッグ・クラインシュミット | ルイス・C・K                               | 岩崎ひろし |
| アンソニー・ジェームス       | ジェフリー・タンバー                       |            |
| マーサ・ベリソン             | フィオヌラ・フラナガン                     |            |
| シェリー・ベイリー           | ティナ・フェイ                             | 斎藤恵理   |
| ネイサン・ゴールドフラップ   | クリストファー・ゲスト                     |            |
| 医師                         | ジェイソン・ベイトマン(カメオ出演)         |            |
| バーテンダー                 | フィリップ・シーモア・ホフマン(カメオ出演) | 木村雅史   |
| 交通巡査                     | エドワード・ノートン(カメオ出演)           | 多田野曜平 |

## 製作
マシュー・ロビンソンが単独で『This Side of Truth』のタイトル名で脚本を執筆し、2007年のブラックリスト (未映像化脚本の投票ランキング上位リスト) で10位にランクインした。その後、ロビンソンとプロデューサーのリンダ・オブストはこの脚本をリッキー・ジャーヴェイスに売り込み、映画化に向けてロビンソンとジャーヴェイスが共同で脚本を改変した。ロビンソンの当初脚本では嘘をつけない男女のデートを描いた寸劇コント風であったが、後に映画化の長さまでストーリーを膨らませた。
オブストが率いるアメリカの独立系映画製作・配給会社メディア・ライツ・キャピタルとテッド・フィールド率いるRadar Picturesが映画化の資金調達を担当した。しかしRadar Picturesは制作スタジオの1821 Picturesへの未払で訴訟を起こされている。撮影はマサチューセッツ州ローウェルを中心とし、同州のクインシーやアンドーバー、ノースアンドーバー、サドベリー、テュークスベリー、ボストン、ヘイブリルでも実施された。